# Justin Bieber/Diskografie
Diese Diskografie ist eine Übersicht über die musikalischen Werke des kanadischen Popsängers Justin Bieber. Den Quellenangaben und Schallplattenauszeichnungen zufolge hat er bisher mehr als 372,4 Millionen Tonträger verkauft, wovon er alleine in Deutschland bis heute über 9,1 Millionen Tonträger verkaufte und somit zu den Interpreten mit den meisten verkauften Tonträgern in Deutschland zählt. Seine erfolgreichste Veröffentlichung ist die Single Despacito (Remix) mit über 23,4 Millionen verkauften Einheiten. In Deutschland sind die Singles Let Me Love You und Love Yourself seine erfolgreichsten Veröffentlichungen. Diese avancierten beide zu Millionensellern und zählen zu den meistverkauften Singles des Landes in den 2010er-Jahren.

## Alben

### Studioalben
| Jahr | Titel Musiklabel                                                              | Höchstplatzierung, Gesamtwochen, AuszeichnungChartplatzierungen (Jahr, Titel, Musiklabel, Platzierungen, Wochen, Auszeichnungen, Anmerkungen) | Höchstplatzierung, Gesamtwochen, AuszeichnungChartplatzierungen (Jahr, Titel, Musiklabel, Platzierungen, Wochen, Auszeichnungen, Anmerkungen) | Höchstplatzierung, Gesamtwochen, AuszeichnungChartplatzierungen (Jahr, Titel, Musiklabel, Platzierungen, Wochen, Auszeichnungen, Anmerkungen) | Höchstplatzierung, Gesamtwochen, AuszeichnungChartplatzierungen (Jahr, Titel, Musiklabel, Platzierungen, Wochen, Auszeichnungen, Anmerkungen) | Höchstplatzierung, Gesamtwochen, AuszeichnungChartplatzierungen (Jahr, Titel, Musiklabel, Platzierungen, Wochen, Auszeichnungen, Anmerkungen) | Höchstplatzierung, Gesamtwochen, AuszeichnungChartplatzierungen (Jahr, Titel, Musiklabel, Platzierungen, Wochen, Auszeichnungen, Anmerkungen) | Anmerkungen                                                    | [↑]: gemeinsam behandelt mit vorhergehendem Eintrag; [←]: in beiden Charts platziert |
| Jahr | Titel Musiklabel                                                              | DE | AT | CH | UK | US | CA | Anmerkungen                                                    |                                                                                      |
| ---- | ----------------------------------------------------------------------------- | --- | --- | --- | --- | --- | --- | -------------------------------------------------------------- | ------------------------------------------------------------------------------------ |
| 2009 | My World a Island Records (UMG)                                               | DE7 Platin · (61 Wo.)DE | AT2 Platin · (56 Wo.)AT | CH39 (15 Wo.)CH | UK3 ×3Dreifachplatin + Silber (My World 2.0) · (79 Wo.)UK                                                                                     | US5 ×3Dreifachplatin · (90 Wo.)US | CA1 ×2Doppelplatin · (80 Wo.)CA | Erstveröffentlichung: 13. November 2009 Verkäufe: + 4.390.000  |                                                                                      |
| 2010 | My World 2.0 a auch bekannt als: My Worlds Island Records (UMG)[DE: ↑][AT: ↑] | DE7 Platin · (61 Wo.)DE | AT2 Platin · (56 Wo.)AT | CH9 Platin · (61 Wo.)CH[UK: ↑] | UK3 ×3Dreifachplatin + Silber (My World 2.0) · (79 Wo.)UK                                                                                     | US1 ×4Vierfachplatin · (125 Wo.)US | CA1 ×3Dreifachplatin · (98 Wo.)CA | Erstveröffentlichung: 19. März 2010 Verkäufe: + 5.200.000      |                                                                                      |
| 2012 | Believe Island Records (UMG)                                                  | DE3 Gold · (17 Wo.)DE | AT1 (15 Wo.)AT | CH3 (18 Wo.)CH | UK1 Platin · (39 Wo.)UK | US1 ×3Dreifachplatin · (59 Wo.)US | CA1 ×2Doppelplatin · (20 Wo.)CA | Erstveröffentlichung: 15. Juni 2012 Verkäufe: + 5.250.000      |                                                                                      |
| 2015 | Purpose Def Jam Recordings (UMG)                                              | DE3 Gold · (54 Wo.)DE | AT3 ×4Vierfachplatin · (27 Wo.)AT | CH1 (47 Wo.)CH | UK2 ×5Fünffachplatin · (132 Wo.)UK | US1 ×6Sechsfachplatin · (156 Wo.)US | CA1 ×9Neunfachplatin · (34 Wo.)CA | Erstveröffentlichung: 12. November 2015 Verkäufe: + 10.338.000 |                                                                                      |
| 2020 | Changes Def Jam Recordings (UMG)                                              | DE4 (9 Wo.)DE | AT2 (11 Wo.)AT | CH1 (13 Wo.)CH | UK1 Gold · (11 Wo.)UK | US1 Platin · (49 Wo.)US | CA— GoldCA | Erstveröffentlichung: 14. Februar 2020 Verkäufe: + 1.385.000   |                                                                                      |
| 2021 | Justice Def Jam Recordings (UMG)                                              | DE4 (13 Wo.)DE | AT1 Gold · (19 Wo.)AT | CH4 (29 Wo.)CH | UK2 Platin · (64 Wo.)UK | US1 ×2Doppelplatin · (117 Wo.)US | CA— ×3DreifachplatinCA | Erstveröffentlichung: 19. März 2021 Verkäufe: + 3.456.000      |                                                                                      |
| 2025 | Swag Def Jam Recordings (UMG)                                                 | DE6 (… Wo.)DE | AT1 (… Wo.)AT | CH1 (… Wo.)CH | UK4 (… Wo.)UK | US2 (… Wo.)US | — | Erstveröffentlichung: 11. Juli 2025 Verkäufe: + 10.000         |                                                                                      |

### Kompilationen
| Jahr | Titel Musiklabel                               | Höchstplatzierung, Gesamtwochen, AuszeichnungChartplatzierungen (Jahr, Titel, Musiklabel, Platzierungen, Wochen, Auszeichnungen, Anmerkungen) | Höchstplatzierung, Gesamtwochen, AuszeichnungChartplatzierungen (Jahr, Titel, Musiklabel, Platzierungen, Wochen, Auszeichnungen, Anmerkungen) | Höchstplatzierung, Gesamtwochen, AuszeichnungChartplatzierungen (Jahr, Titel, Musiklabel, Platzierungen, Wochen, Auszeichnungen, Anmerkungen) | Höchstplatzierung, Gesamtwochen, AuszeichnungChartplatzierungen (Jahr, Titel, Musiklabel, Platzierungen, Wochen, Auszeichnungen, Anmerkungen) | Höchstplatzierung, Gesamtwochen, AuszeichnungChartplatzierungen (Jahr, Titel, Musiklabel, Platzierungen, Wochen, Auszeichnungen, Anmerkungen) | Höchstplatzierung, Gesamtwochen, AuszeichnungChartplatzierungen (Jahr, Titel, Musiklabel, Platzierungen, Wochen, Auszeichnungen, Anmerkungen) | Anmerkungen                                                                       |
| Jahr | Titel Musiklabel                               | DE | AT | CH | UK | US | CA | Anmerkungen                                                                       |
| ---- | ---------------------------------------------- | --- | --- | --- | --- | --- | --- | --------------------------------------------------------------------------------- |
| 2010 | My Worlds: The Collection Island Records (UMG) | DE*DE | AT*AT | CH*CH | UK*UK | US*US | — | Erstveröffentlichung: 19. November 2010 Verkäufe: + 941.000; * siehe My World 2.0 |
| 2013 | Journals Def Jam Recordings (UMG)              | — | — | — | UK46 Silber · (2 Wo.)UK | US— PlatinUS | — | Erstveröffentlichung: 23. Dezember 2013 Verkäufe: + 1.500.000                     |

### Remixalben
| Jahr | Titel Musiklabel                                        | Höchstplatzierung, Gesamtwochen, AuszeichnungChartplatzierungen (Jahr, Titel, Musiklabel, Platzierungen, Wochen, Auszeichnungen, Anmerkungen) | Höchstplatzierung, Gesamtwochen, AuszeichnungChartplatzierungen (Jahr, Titel, Musiklabel, Platzierungen, Wochen, Auszeichnungen, Anmerkungen) | Höchstplatzierung, Gesamtwochen, AuszeichnungChartplatzierungen (Jahr, Titel, Musiklabel, Platzierungen, Wochen, Auszeichnungen, Anmerkungen) | Höchstplatzierung, Gesamtwochen, AuszeichnungChartplatzierungen (Jahr, Titel, Musiklabel, Platzierungen, Wochen, Auszeichnungen, Anmerkungen) | Höchstplatzierung, Gesamtwochen, AuszeichnungChartplatzierungen (Jahr, Titel, Musiklabel, Platzierungen, Wochen, Auszeichnungen, Anmerkungen) | Höchstplatzierung, Gesamtwochen, AuszeichnungChartplatzierungen (Jahr, Titel, Musiklabel, Platzierungen, Wochen, Auszeichnungen, Anmerkungen) | Anmerkungen                                                                       |
| Jahr | Titel Musiklabel                                        | DE | AT | CH | UK | US | CA | Anmerkungen                                                                       |
| ---- | ------------------------------------------------------- | --- | --- | --- | --- | --- | --- | --------------------------------------------------------------------------------- |
| 2010 | My Worlds Acoustic Island Records (UMG)                 | DE*DE | AT*AT | CH*CH | UK*UK | US7 Gold · (44 Wo.)US | CA4 Platin · (17 Wo.)CA | Erstveröffentlichung: 26. November 2010 Verkäufe: + 921.000; * siehe My World 2.0 |
| 2011 | Never Say Never: The Remixes Island Def Jam Music (UMG) | DE72 (4 Wo.)DE | — | CH61 (10 Wo.)CH | UK17 (4 Wo.)UK | US1 Platin · (38 Wo.)US | CA1 Platin · (33 Wo.)CA | Erstveröffentlichung: 14. Februar 2011 Verkäufe: + 1.133.000                      |
| 2013 | Believe Acoustic Island Records (UMG)                   | DE36 (2 Wo.)DE | AT7 (5 Wo.)AT | CH3 (11 Wo.)CH | UK5 Gold · (7 Wo.)UK | US1 Gold · (12 Wo.)US | CA1 Platin · (5 Wo.)CA | Erstveröffentlichung: 29. Januar 2013 Verkäufe: + 750.000                         |

### EPs
| Jahr | Titel Musiklabel                  | Höchstplatzierung, Gesamtwochen, AuszeichnungChartplatzierungen (Jahr, Titel, Musiklabel, Platzierungen, Wochen, Auszeichnungen, Anmerkungen) | Höchstplatzierung, Gesamtwochen, AuszeichnungChartplatzierungen (Jahr, Titel, Musiklabel, Platzierungen, Wochen, Auszeichnungen, Anmerkungen) | Höchstplatzierung, Gesamtwochen, AuszeichnungChartplatzierungen (Jahr, Titel, Musiklabel, Platzierungen, Wochen, Auszeichnungen, Anmerkungen) | Höchstplatzierung, Gesamtwochen, AuszeichnungChartplatzierungen (Jahr, Titel, Musiklabel, Platzierungen, Wochen, Auszeichnungen, Anmerkungen) | Höchstplatzierung, Gesamtwochen, AuszeichnungChartplatzierungen (Jahr, Titel, Musiklabel, Platzierungen, Wochen, Auszeichnungen, Anmerkungen) | Höchstplatzierung, Gesamtwochen, AuszeichnungChartplatzierungen (Jahr, Titel, Musiklabel, Platzierungen, Wochen, Auszeichnungen, Anmerkungen) | Anmerkungen                         |
| Jahr | Titel Musiklabel                  | DE | AT | CH | UK | US | CA | Anmerkungen                         |
| ---- | --------------------------------- | --- | --- | --- | --- | --- | --- | ----------------------------------- |
| 2021 | Freedom. Def Jam Recordings (UMG) | — | — | CH69 (1 Wo.)CH | — | US172 (1 Wo.)US | — | Erstveröffentlichung: 4. April 2021 |

### Weihnachtsalben
| Jahr | Titel Musiklabel                         | Höchstplatzierung, Gesamtwochen, AuszeichnungChartplatzierungen (Jahr, Titel, Musiklabel, Platzierungen, Wochen, Auszeichnungen, Anmerkungen) | Höchstplatzierung, Gesamtwochen, AuszeichnungChartplatzierungen (Jahr, Titel, Musiklabel, Platzierungen, Wochen, Auszeichnungen, Anmerkungen) | Höchstplatzierung, Gesamtwochen, AuszeichnungChartplatzierungen (Jahr, Titel, Musiklabel, Platzierungen, Wochen, Auszeichnungen, Anmerkungen) | Höchstplatzierung, Gesamtwochen, AuszeichnungChartplatzierungen (Jahr, Titel, Musiklabel, Platzierungen, Wochen, Auszeichnungen, Anmerkungen) | Höchstplatzierung, Gesamtwochen, AuszeichnungChartplatzierungen (Jahr, Titel, Musiklabel, Platzierungen, Wochen, Auszeichnungen, Anmerkungen) | Höchstplatzierung, Gesamtwochen, AuszeichnungChartplatzierungen (Jahr, Titel, Musiklabel, Platzierungen, Wochen, Auszeichnungen, Anmerkungen) | Anmerkungen                                                  |
| Jahr | Titel Musiklabel                         | DE | AT | CH | UK | US | CA | Anmerkungen                                                  |
| ---- | ---------------------------------------- | --- | --- | --- | --- | --- | --- | ------------------------------------------------------------ |
| 2011 | Under the Mistletoe Island Records (UMG) | DE21 (16 Wo.)DE | AT22 (8 Wo.)AT | CH25 (11 Wo.)CH | UK13 Gold · (9 Wo.)UK | US1 ×2Doppelplatin · (74 Wo.)US | CA1 ×4Vierfachplatin · (7 Wo.)CA | Erstveröffentlichung: 28. Oktober 2011 Verkäufe: + 2.785.000 |

## Singles

### Als Leadmusiker
| Jahr | Titel Album                                                                 | Höchstplatzierung, Gesamtwochen, AuszeichnungChartplatzierungen (Jahr, Titel, Album, Platzierungen, Wochen, Auszeichnungen, Anmerkungen) | Höchstplatzierung, Gesamtwochen, AuszeichnungChartplatzierungen (Jahr, Titel, Album, Platzierungen, Wochen, Auszeichnungen, Anmerkungen) | Höchstplatzierung, Gesamtwochen, AuszeichnungChartplatzierungen (Jahr, Titel, Album, Platzierungen, Wochen, Auszeichnungen, Anmerkungen) | Höchstplatzierung, Gesamtwochen, AuszeichnungChartplatzierungen (Jahr, Titel, Album, Platzierungen, Wochen, Auszeichnungen, Anmerkungen) | Höchstplatzierung, Gesamtwochen, AuszeichnungChartplatzierungen (Jahr, Titel, Album, Platzierungen, Wochen, Auszeichnungen, Anmerkungen) | Höchstplatzierung, Gesamtwochen, AuszeichnungChartplatzierungen (Jahr, Titel, Album, Platzierungen, Wochen, Auszeichnungen, Anmerkungen) | Anmerkungen                                                                                      |
| Jahr | Titel Album                                                                 | DE | AT | CH | UK | US | CA | Anmerkungen                                                                                      |
| --- | --------------------------------------------------------------------------- | --- | --- | --- | --- | --- | --- | ------------------------------------------------------------------------------------------------ |
| 2009 | One Time My World                                                           | DE14 (11 Wo.)DE | AT30 (11 Wo.)AT | CH66 (2 Wo.)CH | UK11 Gold · (15 Wo.)UK | US17 ×5Fünffachplatin · (25 Wo.)US | CA6 Platin · (25 Wo.)CA | Erstveröffentlichung: 7. Juli 2009 Verkäufe: + 5.960.000                                         |
| 2009 | One Less Lonely Girl My World                                               | DE22 (9 Wo.)DE | AT54 (4 Wo.)AT | — | UK62 Silber · (3 Wo.)UK | US16 ×3Dreifachplatin · (16 Wo.)US | CA3 Gold · (11 Wo.)CA | Erstveröffentlichung: 6. Oktober 2009 Verkäufe: + 3.370.000                                      |
| 2009 | Love Me My World                                                            | — | — | — | UK71 (3 Wo.)UK | US37 Gold · (4 Wo.)US | CA5 (7 Wo.)CA | Erstveröffentlichung: 26. Oktober 2009 Verkäufe: + 1.100.000                                     |
| 2009 | Favorite Girl My World                                                      | — | — | — | — | US26 Gold · (2 Wo.)US | CA9 (2 Wo.)CA | Erstveröffentlichung: 31. Oktober 2009 Verkäufe: + 535.000                                       |
| 2009 | First Dance My World                                                        | — | — | — | — | US88 (1 Wo.)US | CA49 (1 Wo.)CA | Erstveröffentlichung: 17. November 2009 feat. Usher                                              |
| 2010 | Baby My World 2.0                                                           | DE22 Gold · (13 Wo.)DE | AT27 (10 Wo.)AT | CH25 (20 Wo.)CH | UK3 ×2Doppelplatin · (27 Wo.)UK | US5 ×2Diamant + Doppelplatin · (20 Wo.)US                                                                                                | CA1 ×2Doppelplatin · (34 Wo.)CA | Erstveröffentlichung: 18. Januar 2010 Verkäufe: + 16.408.705; feat. Ludacris                     |
| 2010 | U Smile My World 2.0                                                        | — | — | — | — | US27 Platin · (4 Wo.)US | CA8 (10 Wo.)CA | Erstveröffentlichung: 16. März 2010 Verkäufe: + 1.190.000                                        |
| 2010 | Eenie Meenie My World 2.0                                                   | DE60 (3 Wo.)DE | AT64 (1 Wo.)AT | CH72 (2 Wo.)CH | UK9 Platin · (15 Wo.)UK | US15 Platin · (18 Wo.)US | CA9 Gold · (21 Wo.)CA | Erstveröffentlichung: 23. März 2010 Verkäufe: + 1.787.500; feat. Sean Kingston                   |
| 2010 | Never Say Never Never Say Never: The Remixes                                | — | AT31 (13 Wo.)AT | CH38 (8 Wo.)CH | UK34 Gold · (10 Wo.)UK | US8 ×5Fünffachplatin · (19 Wo.)US | CA7 Platin · (19 Wo.)CA | Erstveröffentlichung: 8. Juni 2010 Verkäufe: + 6.297.500; feat. Jaden Smith                      |
| 2010 | Somebody to Love My World 2.0                                               | DE16 (14 Wo.)DE | AT35 (8 Wo.)AT | — | UK33 Silber · (10 Wo.)UK | US15 ×3Dreifachplatin · (18 Wo.)US | CA7 (19 Wo.)CA | Erstveröffentlichung: 18. August 2010 Verkäufe: + 3.692.500                                      |
| 2010 | Pray My Worlds: The Collection                                              | DE51 (8 Wo.)DE | AT63 (1 Wo.)AT | — | — | US61 Platin · (4 Wo.)US | CA75 Gold · (1 Wo.)CA | Erstveröffentlichung: 3. Dezember 2010 Verkäufe: + 1.070.000                                     |
| 2011 | Mistletoe Under the Mistletoe                                               | DE19 Platin · (40 Wo.)DE | AT12 (39 Wo.)AT | CH16 (35 Wo.)CH | UK21 ×2Doppelplatin · (48 Wo.)UK | US11 ×3Dreifachplatin · (14 Wo.)US | CA3 Platin · (18 Wo.)CA | Erstveröffentlichung: 7. Oktober 2011 Verkäufe: + 5.985.000                                      |
| 2011 | The Christmas Song (Chestnuts Roasting on an Open Fire) Under the Mistletoe | — | — | — | UK91 (1 Wo.)UK | US58 Gold · (1 Wo.)US | CA30 (1 Wo.)CA | Erstveröffentlichung: 24. Oktober 2011 Verkäufe: + 545.000; feat. Usher; Original: Nat King Cole |
| 2012 | Boyfriend Believe                                                           | DE16 Platin · (21 Wo.)DE | AT34 (15 Wo.)AT | CH19 (18 Wo.)CH | UK2 Platin · (19 Wo.)UK | US2 ×6Sechsfachplatin · (20 Wo.)US | CA1 ×3Dreifachplatin · (21 Wo.)CA | Erstveröffentlichung: 23. März 2012 Verkäufe: + 8.185.000                                        |
| 2012 | Turn to You (Mother’s Day Dedication) –                                     | — | AT49 (1 Wo.)AT | CH35 (1 Wo.)CH | UK39 (2 Wo.)UK | US60 (1 Wo.)US | CA12 (2 Wo.)CA | Erstveröffentlichung: 11. Mai 2012                                                               |
| 2012 | Die in Your Arms Believe                                                    | — | — | — | UK34 (2 Wo.)UK | US17 Gold · (2 Wo.)US | CA4 (3 Wo.)CA | Erstveröffentlichung: 29. Mai 2012 Verkäufe: + 535.000                                           |
| 2012 | All Around the World Believe                                                | DE53 (5 Wo.)DE | AT67 (1 Wo.)AT | — | UK30 (4 Wo.)UK | US22 Platin · (9 Wo.)US | CA3 Platin · (10 Wo.)CA | Erstveröffentlichung: 4. Juni 2012 Verkäufe: + 1.257.500; feat. Ludacris                         |
| 2012 | As Long as You Love Me Believe                                              | DE38 Gold · (9 Wo.)DE | AT63 (7 Wo.)AT | CH55 (9 Wo.)CH | UK22 Gold · (21 Wo.)UK | US6 ×5Fünffachplatin · (31 Wo.)US | CA4 ×2Doppelplatin · (29 Wo.)CA | Erstveröffentlichung: 11. Juni 2012 Verkäufe: + 6.525.000; feat. Big Sean                        |
| 2012 | Beauty and a Beat Believe                                                   | DE53 Gold · (12 Wo.)DE | AT42 (7 Wo.)AT | CH46 (14 Wo.)CH | UK16 Platin · (24 Wo.)UK | US5 ×4Vierfachplatin · (24 Wo.)US | CA5 ×3Dreifachplatin · (26 Wo.)CA | Erstveröffentlichung: 15. Oktober 2012 Verkäufe: + 6.120.000; feat. Nicki Minaj                  |
| 2013 | Heartbreaker Journals                                                       | DE32 (2 Wo.)DE | AT18 (2 Wo.)AT | — | UK14 (2 Wo.)UK | US13 Gold · (2 Wo.)US | CA6 (3 Wo.)CA | Erstveröffentlichung: 7. Oktober 2013 Verkäufe: + 595.000                                        |
| 2013 | All That Matters Journals                                                   | DE46 (1 Wo.)DE | AT34 (1 Wo.)AT | CH17 (1 Wo.)CH | UK20 Silber · (3 Wo.)UK | US24 Platin · (8 Wo.)US | CA6 (1 Wo.)CA | Erstveröffentlichung: 14. Oktober 2013 Verkäufe: + 1.550.000                                     |
| 2013 | Hold Tight Journals                                                         | DE56 (1 Wo.)DE | AT40 (1 Wo.)AT | CH25 (1 Wo.)CH | UK28 (1 Wo.)UK | US29 Gold · (1 Wo.)US | CA11 (1 Wo.)CA | Erstveröffentlichung: 21. Oktober 2013 Verkäufe: + 530.000                                       |
| 2013 | Recovery Journals                                                           | DE50 (1 Wo.)DE | AT49 (1 Wo.)AT | CH33 (1 Wo.)CH | UK28 (1 Wo.)UK | US41 (1 Wo.)US | CA16 (1 Wo.)CA | Erstveröffentlichung: 28. Oktober 2013                                                           |
| 2013 | Bad Day Journals                                                            | DE66 (1 Wo.)DE | AT41 (1 Wo.)AT | CH28 (1 Wo.)CH | UK31 (1 Wo.)UK | US53 (1 Wo.)US | CA13 (1 Wo.)CA | Erstveröffentlichung: 4. November 2013                                                           |
| 2013 | All Bad Journals                                                            | DE61 (1 Wo.)DE | AT45 (1 Wo.)AT | — | UK34 (1 Wo.)UK | US50 (1 Wo.)US | CA12 (1 Wo.)CA | Erstveröffentlichung: 11. November 2013                                                          |
| 2013 | PYD Journals                                                                | DE64 (1 Wo.)DE | AT49 (1 Wo.)AT | CH27 (1 Wo.)CH | UK30 (1 Wo.)UK | US54 (1 Wo.)US | CA14 (1 Wo.)CA | Erstveröffentlichung: 18. November 2013 feat. R. Kelly                                           |
| 2013 | Roller Coaster Journals                                                     | DE69 (1 Wo.)DE | AT40 (1 Wo.)AT | CH30 (1 Wo.)CH | UK37 (1 Wo.)UK | US47 (1 Wo.)US | CA14 (1 Wo.)CA | Erstveröffentlichung: 25. November 2013                                                          |
| 2013 | Change Me Journals                                                          | DE67 (1 Wo.)DE | AT45 (1 Wo.)AT | CH34 (1 Wo.)CH | UK39 (1 Wo.)UK | US59 (1 Wo.)US | CA18 (1 Wo.)CA | Erstveröffentlichung: 2. Dezember 2013                                                           |
| 2013 | Confident Journals                                                          | DE61 (1 Wo.)DE | AT48 (1 Wo.)AT | CH37 (1 Wo.)CH | UK33 Gold · (13 Wo.)UK | US41 Platin · (3 Wo.)US | CA18 (1 Wo.)CA | Erstveröffentlichung: 9. Dezember 2013 Verkäufe: + 1.920.000; feat. Chance the Rapper            |
| 2014 | Home to Mama Purpose (Japan Edition)                                        | — | — | — | — | — | — | Erstveröffentlichung: 25. November 2014 Verkäufe: + 15.000; feat. Cody Simpson                   |
| 2015 | What Do You Mean? Purpose                                                   | DE4 Platin · (37 Wo.)DE | AT1 (33 Wo.)AT | CH2 (38 Wo.)CH | UK1 ×4Vierfachplatin · (62 Wo.)UK | US1 ×8Achtfachplatin · (31 Wo.)US | CA1 Diamant · (28 Wo.)CA | Erstveröffentlichung: 28. August 2015 Verkäufe: + 15.708.333                                     |
| 2015 | Sorry Purpose                                                               | DE3 ×3Dreifachgold · (45 Wo.)DE | AT2 (34 Wo.)AT | CH2 (45 Wo.)CH | UK1 ×5Fünffachplatin · (68 Wo.)UK | US1 Diamant + Platin · (42 Wo.)US | CA1 Diamant · (26 Wo.)CA | Erstveröffentlichung: 23. Oktober 2015 Verkäufe: + 21.703.333                                    |
| 2015 | I’ll Show You Purpose                                                       | DE45 (6 Wo.)DE | AT35 (4 Wo.)AT | CH40 (2 Wo.)CH | UK15 Gold · (15 Wo.)UK | US19 Platin · (12 Wo.)US | CA13 Platin · (2 Wo.)CA | Erstveröffentlichung: 2. November 2015 Verkäufe: + 2.050.000                                     |
| 2015 | Love Yourself Purpose                                                       | DE3 Diamant · (48 Wo.)DE | AT2 Gold · (39 Wo.)AT | CH4 (58 Wo.)CH | UK1 ×6Sechsfachplatin · (64 Wo.)UK | US1 ×9Neunfachplatin · (41 Wo.)US | CA1 Diamant · (35 Wo.)CA | Erstveröffentlichung: 9. November 2015 Verkäufe: + 19.255.000                                    |
| 2016 | Company Purpose                                                             | — | — | — | UK25 Platin · (21 Wo.)UK | US53 ×2Doppelplatin · (12 Wo.)US | CA— ×2DoppelplatinCA | Erstveröffentlichung: 7. März 2016 Verkäufe: + 3.465.000                                         |
| 2017 | Friends –                                                                   | DE4 Platin · (35 Wo.)DE | AT2 (25 Wo.)AT | CH3 (23 Wo.)CH | UK2 Platin · (16 Wo.)UK | US20 Platin · (10 Wo.)US | CA2 ×2Doppelplatin · (11 Wo.)CA | Erstveröffentlichung: 17. August 2017 Verkäufe: + 3.025.000; feat. BloodPop                      |
| 2020 | Yummy Changes                                                               | DE15 (9 Wo.)DE | AT5 (9 Wo.)AT | CH3 (13 Wo.)CH | UK5 Platin · (12 Wo.)UK | US2 ×3Dreifachplatin · (15 Wo.)US | CA2 ×2Doppelplatin · (9 Wo.)CA | Erstveröffentlichung: 3. Januar 2020 Verkäufe: + 5.785.000                                       |
| 2020 | Get Me Changes                                                              | — | — | CH88 (1 Wo.)CH | UK61 (1 Wo.)UK | US93 (1 Wo.)US | — | Erstveröffentlichung: 28. Januar 2020 Verkäufe: + 20.000; feat. Kehlani                          |
| 2020 | Intentions Changes                                                          | DE23 Gold · (13 Wo.)DE | AT11 (14 Wo.)AT | CH13 (17 Wo.)CH | UK8 Platin · (24 Wo.)UK | US5 ×4Vierfachplatin · (31 Wo.)US | CA4 ×5Fünffachplatin · (29 Wo.)CA | Erstveröffentlichung: 7. Februar 2020 Verkäufe: + 6.705.000; feat. Quavo                         |
| 2020 | Stuck with U –                                                              | DE19 (6 Wo.)DE | AT8 Gold · (4 Wo.)AT | CH7 (12 Wo.)CH | UK4 Platin · (16 Wo.)UK | US1 ×2Doppelplatin · (18 Wo.)US | CA1 ×2Doppelplatin · (11 Wo.)CA | Erstveröffentlichung: 8. Mai 2020 Verkäufe: + 4.260.000; mit Ariana Grande                       |
| 2020 | Holy Justice                                                                | DE22 (11 Wo.)DE | AT10 (11 Wo.)AT | CH10 (17 Wo.)CH | UK7 Platin · (19 Wo.)UK | US3 ×3Dreifachplatin · (25 Wo.)US | CA2 ×4Vierfachplatin · (25 Wo.)CA | Erstveröffentlichung: 18. September 2020 Verkäufe: + 4.955.000; feat. Chance the Rapper          |
| 2020 | Lonely Justice • Friends Keep Secrets 2                                     | DE9 Gold · (15 Wo.)DE | AT7 (13 Wo.)AT | CH5 (20 Wo.)CH | UK17 Gold · (13 Wo.)UK | US12 ×2Doppelplatin · (20 Wo.)US | CA1 ×2Doppelplatin · (16 Wo.)CA | Erstveröffentlichung: 16. Oktober 2020 Verkäufe: + 4.045.000; mit Benny Blanco                   |
| 2021 | Anyone Justice                                                              | DE30 (11 Wo.)DE | AT11 (8 Wo.)AT | CH12 (14 Wo.)CH | UK4 Platin · (11 Wo.)UK | US6 ×2Doppelplatin · (17 Wo.)US | CA1 ×2Doppelplatin · (17 Wo.)CA | Erstveröffentlichung: 1. Januar 2021 Verkäufe: + 3.500.000                                       |
| 2021 | Hold On Justice                                                             | DE18 (8 Wo.)DE | AT13 (8 Wo.)AT | CH16 (10 Wo.)CH | UK10 Gold · (11 Wo.)UK | US20 Platin · (13 Wo.)US | CA9 ×2Doppelplatin · (5 Wo.)CA | Erstveröffentlichung: 5. März 2021 Verkäufe: + 2.385.000                                         |
| 2021 | Peaches Justice                                                             | DE2 Gold · (25 Wo.)DE | AT2 Platin · (23 Wo.)AT | CH2 (31 Wo.)CH | UK2 Platin · (24 Wo.)UK | US1 ×4Vierfachplatin · (30 Wo.)US | CA2 ×6Sechsfachplatin · (27 Wo.)CA | Erstveröffentlichung: 23. März 2021 Verkäufe: + 8.969.333; feat. Daniel Caesar & Giveon          |
| 2022 | Ghost Justice                                                               | DE79 Gold · (3 Wo.)DE | AT75 (2 Wo.)AT | CH83 (7 Wo.)CH | UK19 ×2Doppelplatin · (31 Wo.)UK | US5 ×3Dreifachplatin · (52 Wo.)US | CA7 ×2Doppelplatin · (30 Wo.)CA | Erstveröffentlichung: 2. März 2022 Verkäufe: + 5.840.000                                         |
| 2022 | I Feel Funny. –                                                             | — | — | — | — | — | — | Erstveröffentlichung: 27. April 2022                                                             |
| 2022 | Honest –                                                                    | DE98 (1 Wo.)DE | — | CH54 (2 Wo.)CH | UK54 (2 Wo.)UK | US44 (2 Wo.)US | — | Erstveröffentlichung: 29. April 2022 Verkäufe: + 40.000; feat. Don Toliver                       |
| 2022 | Beautiful Love (Free Fire) –                                                | — | — | — | — | — | — | Erstveröffentlichung: 30. August 2022                                                            |
| Folgende Lieder erschienen nicht als Single, wurden aber durch das Album zum Download und Streaming bereitgestellt und konnten somit eine Platzierung erlangen: |                                                                             | | | | | | |                                                                                                  |
| |                                                                             | | | | | | |                                                                                                  |
| 2009 | Down to Earth My World                                                      | — | — | — | — | US79 Gold · (1 Wo.)US | CA31 (1 Wo.)CA | Charteinstieg: 5. Dezember 2009 Verkäufe: + 500.000                                              |
| 2009 | Bigger My World                                                             | — | — | — | — | US94 (1 Wo.)US | CA42 (1 Wo.)CA | Charteinstieg: 5. Dezember 2009                                                                  |
| 2009 | Common Denominator My World                                                 | — | — | — | — | — | CA39 (1 Wo.)CA | Charteinstieg: 5. Dezember 2009                                                                  |
| 2010 | That Should Be Me My World 2.0                                              | — | — | — | — | US92 ×2Doppelplatin · (1 Wo.)US | — | Charteinstieg: 10. April 2010 Verkäufe: + 2.100.000                                              |
| 2011 | Born to Be Somebody Never Say Never: The Remixes                            | — | — | — | — | US74 (1 Wo.)US | CA36 (1 Wo.)CA | Charteinstieg: 5. März 2011                                                                      |
| 2011 | Drummer Boy Under the Mistletoe                                             | — | — | — | — | US86 Gold · (2 Wo.)US | — | Charteinstieg: 19. November 2011 Verkäufe: + 540.000; feat. Busta Rhymes                         |
| 2012 | Believe                                                                     | — | — | — | — | — | CA63 (1 Wo.)CA | Charteinstieg: 7. Juli 2012                                                                      |
| 2012 | Be Alright Believe                                                          | — | — | — | — | — | CA72 (1 Wo.)CA | Charteinstieg: 7. Juli 2012 Verkäufe: + 505.000                                                  |
| 2015 | Mark My Words Purpose                                                       | DE90 (1 Wo.)DE | — | — | UK33 Silber · (8 Wo.)UK | US42 Gold · (4 Wo.)US | CA49 Platin · (1 Wo.)CA | Charteinstieg: 20. November 2015 Verkäufe: + 917.500                                             |
| 2015 | The Feeling Purpose                                                         | DE87 (1 Wo.)DE | AT71 (1 Wo.)AT | — | UK34 Silber · (8 Wo.)UK | US31 Platin · (7 Wo.)US | CA20 Platin · (1 Wo.)CA | Charteinstieg: 20. November 2015 Verkäufe: + 1.512.500; feat. Halsey                             |
| 2015 | Purpose                                                                     | DE80 (1 Wo.)DE | AT59 (1 Wo.)AT | — | UK41 Silber · (8 Wo.)UK | US43 Platin · (7 Wo.)US | CA27 Platin · (1 Wo.)CA | Charteinstieg: 20. November 2015 Verkäufe: + 1.675.000                                           |
| 2015 | Children Purpose                                                            | DE78 (1 Wo.)DE | AT61 (1 Wo.)AT | — | UK44 Silber · (5 Wo.)UK | US74 Gold · (1 Wo.)US | CA44 Gold · (1 Wo.)CA | Charteinstieg: 20. November 2015 Verkäufe: + 840.000                                             |
| 2015 | No Sense Purpose                                                            | — | — | — | UK50 Silber · (5 Wo.)UK | US54 Platin · (3 Wo.)US | CA— PlatinCA | Charteinstieg: 26. November 2015 Verkäufe: + 1.340.000; feat. Travis Scott                       |
| 2015 | Life Is Worth Living Purpose                                                | — | — | — | UK61 Silber · (4 Wo.)UK | US67 Gold · (2 Wo.)US | CA— PlatinCA | Charteinstieg: 26. November 2015 Verkäufe: + 890.000                                             |
| 2015 | Been You Purpose                                                            | — | — | — | UK63 (3 Wo.)UK | US81 Gold · (1 Wo.)US | CA— GoldCA | Charteinstieg: 26. November 2015 Verkäufe: + 575.000                                             |
| 2015 | We Are Purpose                                                              | — | — | — | UK74 (3 Wo.)UK | US88 (1 Wo.)US | CA— GoldCA | Charteinstieg: 26. November 2015 Verkäufe: + 40.000; feat. Nas                                   |
| 2015 | No Pressure Purpose                                                         | — | — | — | UK38 Silber · (8 Wo.)UK | US49 Platin · (4 Wo.)US | CA— PlatinCA | Charteinstieg: 26. November 2015 Verkäufe: + 1.397.500; feat. Big Sean                           |
| 2015 | All in It Purpose                                                           | — | — | — | UK91 (2 Wo.)UK | — | — | Charteinstieg: 26. November 2015                                                                 |
| 2015 | Get Used to It Purpose                                                      | — | — | — | UK77 (3 Wo.)UK | US90 (1 Wo.)US | CA— GoldCA | Charteinstieg: 5. Dezember 2015 Verkäufe: + 40.000                                               |
| 2015 | Trust Purpose                                                               | — | — | — | UK88 (2 Wo.)UK | US98 (1 Wo.)US | — | Charteinstieg: 5. Dezember 2015                                                                  |
| 2020 | Forever Changes                                                             | DE56 (2 Wo.)DE | AT28 (2 Wo.)AT | CH33 (3 Wo.)CH | UK29 (5 Wo.)UK | US24 Gold · (2 Wo.)US | CA15 (1 Wo.)CA | Charteinstieg: 21. Februar 2020 Verkäufe: + 575.000; feat. Clever & Post Malone                  |
| 2020 | Come Around Me Changes                                                      | — | — | — | — | US86 Gold · (1 Wo.)US | — | Charteinstieg: 29. Februar 2020 Verkäufe: + 575.000                                              |
| 2020 | Habitual Changes                                                            | — | — | — | — | US98 (1 Wo.)US | — | Charteinstieg: 29. Februar 2020 Verkäufe: + 20.000                                               |
| 2020 | All Around Me Changes                                                       | — | — | — | — | US100 (1 Wo.)US | — | Charteinstieg: 29. Februar 2020 Verkäufe: + 20.000                                               |
| 2021 | As I Am Justice                                                             | DE— bDE | AT34 (2 Wo.)AT | — | UK24 (1 Wo.)UK | US43 Gold · (3 Wo.)US | — | Charteinstieg: 1. April 2021 Verkäufe: + 605.000; feat. Khalid                                   |
| 2021 | Unstable Justice                                                            | — | — | — | — | US62 Gold · (1 Wo.)US | — | Charteinstieg: 3. April 2021 Verkäufe: + 575.000; feat. The Kid Laroi                            |
| 2021 | Off My Face Justice                                                         | — | — | — | — | US64 Gold · (1 Wo.)US | — | Charteinstieg: 3. April 2021 Verkäufe: + 575.000                                                 |
| 2021 | 2 Much Justice                                                              | — | — | — | — | US68 (1 Wo.)US | — | Charteinstieg: 3. April 2021 Verkäufe: + 75.000                                                  |
| 2021 | Deserve You Justice                                                         | — | — | — | — | US76 (1 Wo.)US | — | Charteinstieg: 3. April 2021 Verkäufe: + 40.000                                                  |
| 2021 | Die for You Justice                                                         | — | — | — | — | US81 (1 Wo.)US | — | Charteinstieg: 3. April 2021 Verkäufe: + 20.000; feat. Dominic Fike                              |
| 2021 | Love You Different Justice                                                  | — | — | — | — | US84 (1 Wo.)US | — | Charteinstieg: 3. April 2021 Verkäufe: + 40.000; feat. Beam                                      |
| 2021 | Loved by You Justice                                                        | — | — | — | — | US87 (1 Wo.)US | — | Charteinstieg: 3. April 2021 Verkäufe: + 20.000; feat. Burna Boy                                 |
| 2021 | Somebody Justice                                                            | — | — | — | — | US91 (1 Wo.)US | — | Charteinstieg: 3. April 2021 Verkäufe: + 40.000                                                  |
| 2021 | Red Eye Justice (The Complete Edition)                                      | DE— cDE | — | — | UK88 (1 Wo.)UK | — | CA38 (1 Wo.)CA | Charteinstieg: 15. Oktober 2021 Verkäufe: + 20.000; feat. TroyBoi                                |
| 2025 | Yukon Swag                                                                  | — | — | CH44 (2 Wo.)CH | UK12 (… Wo.)UK | US17 (… Wo.)US | — | Charteinstieg: 18. Juli 2025                                                                     |
| 2025 | All I Can Take Swag                                                         | — | — | CH36 (1 Wo.)CH | UK33 (1 Wo.)UK | US21 (1 Wo.)US | — | Charteinstieg: 18. Juli 2025                                                                     |
| 2025 | Go Baby Swag                                                                | — | — | — | UK49 (… Wo.)UK | US18 (3 Wo.)US | — | Charteinstieg: 26. Juli 2025                                                                     |
| 2025 | Way It Is Swag                                                              | — | — | — | — | US33 (1 Wo.)US | — | Charteinstieg: 26. Juli 2025 feat. Gunna                                                         |
| 2025 | Things You Do Swag                                                          | — | — | — | — | US35 (1 Wo.)US | — | Charteinstieg: 26. Juli 2025                                                                     |
| 2025 | Walking Away Swag                                                           | — | — | — | — | US37 (2 Wo.)US | — | Charteinstieg: 26. Juli 2025                                                                     |
| 2025 | Butterflies Swag                                                            | — | — | — | — | US49 (1 Wo.)US | — | Charteinstieg: 26. Juli 2025                                                                     |
| 2025 | Devotion Swag                                                               | — | — | — | — | US56 (1 Wo.)US | — | Charteinstieg: 26. Juli 2025 feat. Dijon                                                         |
| 2025 | Sweet Spot Swag                                                             | — | — | — | — | US57 (1 Wo.)US | — | Charteinstieg: 26. Juli 2025 feat. Sexyy Red                                                     |
| 2025 | First Place Swag                                                            | — | — | — | — | US59 (1 Wo.)US | — | Charteinstieg: 26. Juli 2025                                                                     |
| 2025 | Swag                                                                        | — | — | — | — | US70 (1 Wo.)US | — | Charteinstieg: 26. Juli 2025 feat. Cash Cobain & Eddie Benjamin                                  |
| 2025 | Too Long Swag                                                               | — | — | — | — | US79 (1 Wo.)US | — | Charteinstieg: 26. Juli 2025                                                                     |
| 2025 | Glory Voice Memo Swag                                                       | — | — | — | — | US83 (1 Wo.)US | — | Charteinstieg: 26. Juli 2025                                                                     |
| 2025 | Dadz Love Swag                                                              | — | — | — | — | US84 (1 Wo.)US | — | Charteinstieg: 26. Juli 2025 feat. Lil B                                                         |
| 2025 | 405 Swag                                                                    | — | — | — | — | US86 (1 Wo.)US | — | Charteinstieg: 26. Juli 2025                                                                     |

### Als Gastmusiker
| Jahr | Titel Album                                                                        | Höchstplatzierung, Gesamtwochen, AuszeichnungChartplatzierungen (Jahr, Titel, Album, Platzierungen, Wochen, Auszeichnungen, Anmerkungen) | Höchstplatzierung, Gesamtwochen, AuszeichnungChartplatzierungen (Jahr, Titel, Album, Platzierungen, Wochen, Auszeichnungen, Anmerkungen) | Höchstplatzierung, Gesamtwochen, AuszeichnungChartplatzierungen (Jahr, Titel, Album, Platzierungen, Wochen, Auszeichnungen, Anmerkungen) | Höchstplatzierung, Gesamtwochen, AuszeichnungChartplatzierungen (Jahr, Titel, Album, Platzierungen, Wochen, Auszeichnungen, Anmerkungen) | Höchstplatzierung, Gesamtwochen, AuszeichnungChartplatzierungen (Jahr, Titel, Album, Platzierungen, Wochen, Auszeichnungen, Anmerkungen) | Höchstplatzierung, Gesamtwochen, AuszeichnungChartplatzierungen (Jahr, Titel, Album, Platzierungen, Wochen, Auszeichnungen, Anmerkungen) | Anmerkungen |
| Jahr | Titel Album                                                                        | DE | AT | CH | UK | US | CA | Anmerkungen |
| --- | ---------------------------------------------------------------------------------- | --- | --- | --- | --- | --- | --- | --- |
| 2010 | We Are the World –                                                                 | — | — | — | UK50 (1 Wo.)UK | US2 (5 Wo.)US | CA3 (7 Wo.)CA | Erstveröffentlichung: 12. Februar 2010 Verkäufe: + 267.000; als Teil von Artists for Haiti                                       |
| 2010 | Wavin’ Flag –                                                                      | — | — | — | UK89 (1 Wo.)UK | — | CA1 ×3Dreifachplatin · (23 Wo.)CA | Erstveröffentlichung: 12. März 2010 Verkäufe: + 240.000 als Teil von Young Artists for Haiti; Original: K’naan                   |
| 2011 | Next 2 You F.A.M.E.                                                                | DE28 (10 Wo.)DE | AT20 (11 Wo.)AT | CH74 (1 Wo.)CH | UK14 Platin · (16 Wo.)UK | US26 ×2Doppelplatin · (3 Wo.)US | CA17 (7 Wo.)CA | Erstveröffentlichung: 21. Juni 2011 Verkäufe: + 2.840.000; Chris Brown feat. Justin Bieber                                       |
| 2012 | Live My Life Dirty Bass                                                            | DE8 Gold · (17 Wo.)DE | AT20 (14 Wo.)AT | CH6 (16 Wo.)CH | UK7 (6 Wo.)UK | US21 (1 Wo.)US | CA1 Platin · (12 Wo.)CA | Erstveröffentlichung: 28. Februar 2012 Verkäufe: + 315.000 Far East Movement feat. Justin Bieber                                 |
| 2013 | #thatPower #willpower                                                              | DE7 Gold · (21 Wo.)DE | AT13 (17 Wo.)AT | CH23 (17 Wo.)CH | UK2 Gold · (14 Wo.)UK | US17 (16 Wo.)US | CA3 (17 Wo.)CA | Erstveröffentlichung: 18. März 2013 Verkäufe: + 1.021.300; will.i.am feat. Justin Bieber                                         |
| 2013 | Lolly –                                                                            | — | — | — | UK56 (2 Wo.)UK | US19 (1 Wo.)US | CA15 (4 Wo.)CA | Erstveröffentlichung: 17. September 2013 Verkäufe: + 60.000 Maejor Ali feat. Justin Bieber & Juicy J                             |
| 2013 | Wait for a Minute The Gold Album: 18th Dynasty                                     | DE63 (2 Wo.)DE | AT50 (1 Wo.)AT | CH43 (1 Wo.)CH | UK41 (1 Wo.)UK | US68 Gold · (1 Wo.)US | CA26 (1 Wo.)CA | Erstveröffentlichung: 22. Oktober 2013 Verkäufe: + 530.000; Tyga feat. Justin Bieber                                             |
| 2013 | Gas Pedal Remember Me (Deluxe Edition)                                             | — | — | — | UK100 (1 Wo.)UK | — | — | Erstveröffentlichung: 20. Dezember 2013 Sage the Gemini feat. Justin Bieber & Iamsu!                                             |
| 2015 | Where Are Ü Now Skrillex & Diplo Present Jack Ü                                    | DE33 Gold · (46 Wo.)DE | AT29 (31 Wo.)AT | CH28 Gold · (34 Wo.)CH | UK3 ×2Doppelplatin · (56 Wo.)UK | US8 ×6Sechsfachplatin · (45 Wo.)US | CA8 ×2Doppelplatin · (30 Wo.)CA | Erstveröffentlichung: 27. Februar 2015 Verkäufe: + 9.588.333; Jack Ü feat. Justin Bieber                                         |
| 2016 | Cold Water Essentials                                                              | DE2 Platin · (30 Wo.)DE | AT1 Platin · (28 Wo.)AT | CH1 Platin · (31 Wo.)CH | UK1 ×3Dreifachplatin · (32 Wo.)UK | US2 ×4Vierfachplatin · (27 Wo.)US | CA1 ×3Dreifachplatin · (25 Wo.)CA | Erstveröffentlichung: 22. Juli 2016 Verkäufe: + 8.578.333 Major Lazer feat. Justin Bieber & MØ                                   |
| 2016 | Let Me Love You Encore                                                             | DE1 Diamant · (41 Wo.)DE | AT4 Platin · (29 Wo.)AT | CH1 (40 Wo.)CH | UK2 ×3Dreifachplatin · (34 Wo.)UK | US4 ×6Sechsfachplatin · (33 Wo.)US | CA1 Diamant · (27 Wo.)CA | Erstveröffentlichung: 5. August 2016 Verkäufe: + 15.453.333; DJ Snake feat. Justin Bieber                                        |
| 2016 | Deja vu Stoney                                                                     | — | — | — | UK63 Silber · (1 Wo.)UK | US75 Platin · (2 Wo.)US | CA11 ×2Doppelplatin · (1 Wo.)CA | Erstveröffentlichung: 9. September 2016 Verkäufe: + 1.605.000; Post Malone feat. Justin Bieber                                   |
| 2017 | Despacito (Remix) Vida                                                             | DE— d GoldDE | AT— dAT | CH— dCH | UK1 ×7Siebenfachplatin · (74 Wo.)UK | US1 ×3Diamant + Dreifachplatin · (52 Wo.)US                                                                                              | CA1 Diamant · (69 Wo.)CA | Erstveröffentlichung: 17. April 2017 Verkäufe: + 23.510.000 Luis Fonsi feat. Justin Bieber & Daddy Yankee                        |
| 2017 | I’m the One Grateful                                                               | DE4 Platin · (20 Wo.)DE | AT2 Platin · (20 Wo.)AT | CH6 ×2Doppelplatin · (22 Wo.)CH | UK1 ×2Doppelplatin · (23 Wo.)UK | US1 ×9Neunfachplatin · (22 Wo.)US | CA2 ×7Siebenfachplatin · (19 Wo.)CA | Erstveröffentlichung: 28. April 2017 Verkäufe: + 13.243.333; DJ Khaled feat. Justin Bieber, Chance the Rapper, Quavo & Lil Wayne |
| 2017 | 2U 7                                                                               | DE3 Platin · (19 Wo.)DE | AT2 Gold · (19 Wo.)AT | CH2 Platin · (23 Wo.)CH | UK5 Platin · (16 Wo.)UK | US16 Platin · (11 Wo.)US | CA2 ×2Doppelplatin · (11 Wo.)CA | Erstveröffentlichung: 9. Juni 2017 Verkäufe: + 3.348.333; David Guetta feat. Justin Bieber                                       |
| 2018 | Hard 2 Face Reality Poo Bear – Poo Bear Presents: Bearthday Music                  | — | AT71 (1 Wo.)AT | CH88 (1 Wo.)CH | — | — | — | Erstveröffentlichung: 6. April 2018 Verkäufe: + 125.000 Poo Bear feat. Justin Bieber & Jay Electronica                           |
| 2018 | No Brainer Father of Asahd                                                         | DE15 (11 Wo.)DE | AT7 Gold · (9 Wo.)AT | CH12 (9 Wo.)CH | UK3 Platin · (13 Wo.)UK | US5 ×3Dreifachplatin · (15 Wo.)US | CA3 ×3Dreifachplatin · (10 Wo.)CA | Erstveröffentlichung: 27. Juli 2018 Verkäufe: + 4.530.000; DJ Khaled feat. Justin Bieber, Chance the Rapper & Quavo              |
| 2019 | I Don’t Care No.6 Collaborations Project                                           | DE2 ×2Doppelplatin · (41 Wo.)DE | AT1 ×4Vierfachplatin · (42 Wo.)AT | CH1 Platin · (52 Wo.)CH | UK1 ×4Vierfachplatin · (51 Wo.)UK | US2 ×5Fünffachplatin · (39 Wo.)US | CA1 ×6Sechsfachplatin · (35 Wo.)CA | Erstveröffentlichung: 10. Mai 2019 Verkäufe: + 11.843.333; Ed Sheeran feat. Justin Bieber                                        |
| 2019 | Love Thru the Computer Delusions ff Grandeur                                       | — | — | — | — | — | — | Erstveröffentlichung: 30. Mai 2019 Gucci Mane feat. Justin Bieber                                                                |
| 2019 | Don’t Check on Me Indigo                                                           | DE93 (1 Wo.)DE | AT58 (1 Wo.)AT | CH48 (1 Wo.)CH | UK29 (6 Wo.)UK | US67 Gold · (1 Wo.)US | CA— GoldCA | Erstveröffentlichung: 25. Juni 2019 Verkäufe: + 650.000 Chris Brown feat. Justin Bieber & Ink                                    |
| 2019 | Bad Guy (Remix) When We All Fall Asleep, Where Do We Go? (Japanese Deluxe Edition) | DE— eDE | AT— eAT | CH— eCH | UK— eUK | US— eUS | — | Erstveröffentlichung: 11. Juli 2019 Verkäufe: + 5.000; Billie Eilish feat. Justin Bieber                                         |
| 2019 | 10,000 Hours Good Things                                                           | DE47 (5 Wo.)DE | AT18 (5 Wo.)AT | CH21 (9 Wo.)CH | UK19 Platin · (9 Wo.)UK | US4 ×5Fünffachplatin · (30 Wo.)US | CA2 ×5Fünffachplatin · (34 Wo.)CA | Erstveröffentlichung: 4. Oktober 2019 Verkäufe: + 6.685.000; Dan + Shay feat. Justin Bieber                                      |
| 2020 | Lean on Me –                                                                       | — | — | — | — | — | CA1 (6 Wo.)CA | Erstveröffentlichung: 26. April 2020 als Teil von ArtistsCAN, Original: Bill Withers                                             |
| 2020 | Mood (Remix) –                                                                     | DE— fDE | AT— fAT | CH— fCH | UK— fUK | US— fUS | — | Erstveröffentlichung: 6. November 2020 Verkäufe: + 70.000 24kGoldn feat. J Balvin, Justin Bieber & Iann Dio                      |
| 2020 | Monster Wonder                                                                     | DE6 (11 Wo.)DE | AT2 Gold · (9 Wo.)AT | CH2 (15 Wo.)CH | UK9 Silber · (12 Wo.)UK | US8 Platin · (14 Wo.)US | CA1 ×3Dreifachplatin · (17 Wo.)CA | Erstveröffentlichung: 17. November 2020 Verkäufe: + 2.275.000 Shawn Mendes feat. Justin Bieber                                   |
| 2021 | Stay F*ck Love 3: Over You                                                         | DE1 Gold · (72 Wo.)DE | AT1 ×2Doppelplatin · (63 Wo.)AT | CH2 ×3Dreifachplatin · (70 Wo.)CH | UK2 ×3Dreifachplatin · (58 Wo.)UK | US1 Diamant + Platin · (63 Wo.)US | CA3 Diamant · (34 Wo.)CA | Erstveröffentlichung: 9. Juli 2021 Verkäufe: + 18.233.333; The Kid Laroi feat. Justin Bieber                                     |
| 2021 | Essence (Remix) Made in Lagos                                                      | — | — | CH— gCH | UK— gUK | US9 (35 Wo.)US | CA33 (1 Wo.)CA | Erstveröffentlichung: 13. August 2021 Wizkid feat. Justin Bieber & Tems                                                          |
| 2021 | Don’t Go Don’t Get Too Close                                                       | DE— hDE | — | CH98 (1 Wo.)CH | UK56 (2 Wo.)UK | US69 (1 Wo.)US | CA47 (1 Wo.)CA | Erstveröffentlichung: 20. August 2021 Skrillex feat. Justin Bieber & Don Toliver                                                 |
| 2021 | Wandered to LA Fighting Demons                                                     | DE89 (1 Wo.)DE | — | CH73 (1 Wo.)CH | UK59 (2 Wo.)UK | — | — | Erstveröffentlichung: 3. Dezember 2021 Juice Wrld feat. Justin Bieber                                                            |
| 2022 | Attention Boy Alone                                                                | DE— iDE | — | CH49 (1 Wo.)CH | UK76 (2 Wo.)UK | — | CA50 (1 Wo.)CA | Erstveröffentlichung: 3. März 2022 Verkäufe: + 40.000; Omah Lay feat. Justin Bieber                                              |
| 2022 | Up at Night Blue Water Road                                                        | — | — | — | UK90 (1 Wo.)UK | — | — | Erstveröffentlichung: 30. März 2022 Kehlani feat. Justin Bieber                                                                  |
| 2023 | Private Landing Love Sick                                                          | — | — | — | UK74 Silber · (2 Wo.)UK | US72 (3 Wo.)US | — | Erstveröffentlichung: 23. März 2023 Verkäufe: + 225.000 Don Toliver feat. Justin Bieber & Future                                 |
| Folgende Lieder erschienen nicht als Single, wurden aber durch das Album zum Download und Streaming bereitgestellt und konnten somit eine Platzierung erlangen: |                                                                                    | | | | | | | |
| |                                                                                    | | | | | | | |
| 2012 | Beautiful Kiss                                                                     | — | — | — | UK68 (1 Wo.)UK | US87 (1 Wo.)US | CA14 (1 Wo.)CA | Charteinstieg: 29. September 2012 Carly Rae Jepsen feat. Justin Bieber                                                           |
| 2021 | Let It Go Khaled Khaled                                                            | — | — | — | — | US54 Gold · (2 Wo.)US | CA13 (1 Wo.)CA | Charteinstieg: 15. Mai 2021 Verkäufe: + 500.000; DJ Khaled feat. Justin Bieber & 21 Savage                                       |

## Musikvideos
| Jahr | Titel                                           | Regie                                                                            |
| ---- | ----------------------------------------------- | -------------------------------------------------------------------------------- |
| 2009 | One Time                                        | Vashtie Kola                                                                     |
| 2009 | One Less Lonely Girl                            | Roman White                                                                      |
| 2010 | Baby                                            | Ray Kay                                                                          |
| 2010 | Never Let You Go                                | Colin Tilley                                                                     |
| 2010 | We Are the World                                | Paul Haggis                                                                      |
| 2010 | Wavin’ Flag                                     | Dave Russell                                                                     |
| 2010 | Eenie Meenie                                    | Ray Kay                                                                          |
| 2010 | Never Say Never                                 | Nicholas Brooks (Original) — (Original Motion Picture Version)                   |
| 2010 | Somebody to Love (Remix)                        | Dave Meyers                                                                      |
| 2010 | Love Me                                         | Alfredo Flores                                                                   |
| 2010 | U Smile                                         | Colin Tilley                                                                     |
| 2010 | Pray                                            | Scooter Braun, Alfredo Flores                                                    |
| 2011 | That Should Be Me (Remix)                       | Mark Kalbfeld                                                                    |
| 2011 | Next 2 You                                      | Colin Tilley                                                                     |
| 2011 | Mistletoe                                       | Roman White                                                                      |
| 2011 | Santa Claus Is Coming to Town                   | Damien Tromel (Animagic Version) Charles Oliver (Arthur Christmas Version)       |
| 2011 | Fa La La                                        | Colin Tilley                                                                     |
| 2011 | All I Want for Christmas Is You (SuperFestive!) | Sanaa Hamri                                                                      |
| 2012 | Live My Life (Party Rock Remix)                 | Mickey Finnegan                                                                  |
| 2012 | Boyfriend                                       | Director X                                                                       |
| 2012 | As Long as You Love Me                          | Anthony Mandler                                                                  |
| 2012 | Beauty and a Beat                               | Justin Bieber, Jon M. Chu                                                        |
| 2013 | All Around the World                            | Life Garland                                                                     |
| 2013 | All That Matters                                | Colin Tilley                                                                     |
| 2013 | #thatPOWER                                      | Ben Mor                                                                          |
| 2013 | Lolly                                           | Matt Alonzo                                                                      |
| 2013 | Wait for a Minute                               | Krista Liney                                                                     |
| 2014 | Wake Up in It                                   | Mike Ho                                                                          |
| 2014 | Confident                                       | Colin Tilley                                                                     |
| 2015 | Where Are Ü Now                                 | Alex Brewer, Benjamin Brewer (Original) Parris Goebel (Purpose: The Movement)    |
| 2015 | What Do You Mean?                               | Brad Furman (Original) Parris Goebel (Purpose: The Movement)                     |
| 2015 | Sorry                                           | Parris Goebel, Zach King                                                         |
| 2015 | I’ll Show You                                   | Rory Kramer (Original) Parris Goebel (Purpose: The Movement)                     |
| 2015 | Mark My Words                                   | Parris Goebel                                                                    |
| 2015 | Love Yourself                                   | Parris Goebel                                                                    |
| 2015 | Company                                         | Parris Goebel (Purpose: The Movement, 2015) Rory Kramer (Original, 2016)         |
| 2015 | No Pressure                                     | Parris Goebel                                                                    |
| 2015 | No Sense                                        | Parris Goebel                                                                    |
| 2015 | The Feeling                                     | Parris Goebel                                                                    |
| 2015 | Life Is Worth Living                            | Parris Goebel                                                                    |
| 2015 | Children                                        | Parris Goebel                                                                    |
| 2015 | Purpose                                         | Parris Goebel                                                                    |
| 2016 | Cold Water                                      | Matt Baron                                                                       |
| 2016 | Let Me Love You                                 | James Lee                                                                        |
| 2017 | Despacito (Remix)                               | Carlos Perez                                                                     |
| 2017 | I’m the One                                     | Eif Rivera                                                                       |
| 2017 | 2U                                              | Alex Brewer, Benjamin Brewer (Original) Jerome Duran (Victoria’s Secret Version) |
| 2018 | Hard 2 Face Reality                             | Nic Stanich                                                                      |
| 2018 | No Brainer                                      | Asahd Khaled, Colin Tilley                                                       |
| 2019 | I Don’t Care                                    | Emil Nava                                                                        |
| 2019 | 10,000 Hours                                    | Patrick Tracy                                                                    |
| 2020 | Yummy                                           | Bardia Zeinali (Original) Nick DeMoura, Jordan Taylor (Summer Walker Remix)      |
| 2020 | Intentions                                      | Michael D. Ratner                                                                |
| 2020 | Stuck with U                                    | Scooter Braun, Alfredo Flores, Rory Kramer                                       |
| 2020 | Holy                                            | Colin Tilley                                                                     |
| 2020 | Lonely                                          | Jake Schreier                                                                    |
| 2020 | Monster                                         | Colin Tilley                                                                     |
| 2020 | Habitual                                        | Nick DeMoura                                                                     |
| 2020 | All Around Me                                   | Phillip Chbeeb, Nick DeMoura                                                     |
| 2020 | Intentions                                      | Nick DeMoura                                                                     |
| 2020 | Come Around Me                                  | Nick DeMoura                                                                     |
| 2020 | Forever                                         | Nick DeMoura                                                                     |
| 2020 | Take It Out on Me                               | Nick DeMoura                                                                     |
| 2020 | Second Emotion                                  | Nick DeMoura                                                                     |
| 2020 | Running Over                                    | Nick DeMoura                                                                     |
| 2020 | Available                                       | Nick DeMoura                                                                     |
| 2020 | Get Me                                          | Nick DeMoura                                                                     |
| 2020 | E.T.A.                                          | Nick DeMoura (Original) Michael D. Ratner (Nature Visual Version)                |
| 2020 | Changes                                         | Nick DeMoura (Original) Michael D. Ratner (Nature Visual Version)                |
| 2020 | Confirmation                                    | Mary John Frank                                                                  |
| 2020 | That’s What Love Is                             | Nick DeMoura                                                                     |
| 2020 | At Least for Now                                | Nick DeMoura                                                                     |
| 2020 | Lean on Me                                      |                                                                                  |
| 2021 | Anyone                                          | Colin Tilley (Original) Joe Termini (On the Road Version)                        |
| 2021 | Hold On                                         | Colin Tilley (Original) Micah Bickham (Live Performance Version)                 |
| 2021 | Peaches                                         | Colin Tilley                                                                     |
| 2021 | Let It Go                                       | Colin Tilley                                                                     |
| 2021 | Stay                                            | Colin Tilley                                                                     |
| 2021 | Essence (Remix)                                 |                                                                                  |
| 2021 | Don’t Go                                        | Salomon Ligthelm                                                                 |
| 2021 | Ghost                                           | Colin Tilley                                                                     |
| 2021 | Christmas Love                                  | Jaime Restrepo, Noah Sterling                                                    |
| 2022 | Attention                                       | Colin Tilley                                                                     |
| 2022 | Honest                                          | Cole Bennett                                                                     |
| 2022 | Beautiful Love (Free Fire)                      |                                                                                  |

## Promoveröffentlichungen
Promo-Singles

| Jahr | Titel Album                                                         | Höchstplatzierung, Gesamtwochen, AuszeichnungChartplatzierungen (Jahr, Titel, Album, Platzierungen, Wochen, Auszeichnungen, Anmerkungen) | Höchstplatzierung, Gesamtwochen, AuszeichnungChartplatzierungen (Jahr, Titel, Album, Platzierungen, Wochen, Auszeichnungen, Anmerkungen) | Höchstplatzierung, Gesamtwochen, AuszeichnungChartplatzierungen (Jahr, Titel, Album, Platzierungen, Wochen, Auszeichnungen, Anmerkungen) | Höchstplatzierung, Gesamtwochen, AuszeichnungChartplatzierungen (Jahr, Titel, Album, Platzierungen, Wochen, Auszeichnungen, Anmerkungen) | Höchstplatzierung, Gesamtwochen, AuszeichnungChartplatzierungen (Jahr, Titel, Album, Platzierungen, Wochen, Auszeichnungen, Anmerkungen) | Höchstplatzierung, Gesamtwochen, AuszeichnungChartplatzierungen (Jahr, Titel, Album, Platzierungen, Wochen, Auszeichnungen, Anmerkungen) | Anmerkungen |
| Jahr | Titel Album                                                         | DE | AT | CH | UK | US | CA | Anmerkungen |
| ---- | ------------------------------------------------------------------- | --- | --- | --- | --- | --- | --- | --- |
| 2009 | Never Let You Go My World 2.0                                       | — | — | — | — | US21 Platin · (2 Wo.)US | CA4 (4 Wo.)CA | Erstveröffentlichung: 26. Oktober 2009 Verkäufe: + 1.095.000                                                       |
| 2010 | Runaway Love (Remix) –                                              | — | — | — | — | — | — | Erstveröffentlichung: 30. August 2010 Kanye West feat. Justin Bieber & Raekwon                                     |
| 2011 | All I Want for Christmas Is You (SuperFestive!) Under the Mistletoe | — | — | — | — | US86 Gold · (1 Wo.)US | CA59 Platin · (4 Wo.)CA | Erstveröffentlichung: 1. November 2011 Verkäufe: + 757.472; mit Mariah Carey                                       |
| 2012 | Right Here Believe                                                  | — | — | — | — | US— GoldUS | — | Erstveröffentlichung: 2012 Verkäufe: + 500.000; feat. Drake                                                        |
| 2013 | Nothing Like Us Believe Acoustic                                    | — | — | — | UK68 (1 Wo.)UK | US59 Gold · (1 Wo.)US | CA21 (1 Wo.)CA | Erstveröffentlichung: 28. Januar 2013 Verkäufe: + 535.000                                                          |
| 2013 | I Would Believe Acoustic                                            | — | — | — | — | — | CA71 (1 Wo.)CA | Erstveröffentlichung: 18. Februar 2013                                                                             |
| 2013 | Alone –                                                             | — | — | — | — | — | — | Erstveröffentlichung: 23. November 2013                                                                            |
| 2013 | Flatline –                                                          | — | — | — | — | — | — | Erstveröffentlichung: 23. Dezember 2013                                                                            |
| 2014 | Backpack Journals                                                   | — | — | — | — | — | — | Erstveröffentlichung: 13. Januar 2014 feat. Lil Wayne                                                              |
| 2014 | Memphis Journals                                                    | — | — | — | — | — | — | Erstveröffentlichung: 13. Januar 2014 feat. Big Sean                                                               |
| 2014 | One Life Journals                                                   | — | — | — | — | — | — | Erstveröffentlichung: 13. Januar 2014                                                                              |
| 2014 | Swap It Out Journals                                                | — | — | — | — | — | — | Erstveröffentlichung: 13. Januar 2014                                                                              |
| 2014 | What’s Hatnin’ Journals                                             | — | — | — | — | — | — | Erstveröffentlichung: 13. Januar 2014 feat. Future                                                                 |
| 2015 | Hotline Bling (Remix) –                                             | — | — | — | — | — | — | Erstveröffentlichung: 31. Oktober 2015 Original: Drake                                                             |
| 2020 | Rockin’ Around the Christmas Tree Home for Christmas                | — | — | — | UK4 Silber · (11 Wo.)UK | US61 (4 Wo.)US | — | Erstveröffentlichung: 12. November 2020 Verkäufe: + 250.000 Amazon-Original-Veröffentlichung, Original: Brenda Lee |
| 2025 | Daisies Swag                                                        | DE22 (… Wo.)DE | AT8 (… Wo.)AT | CH4 (… Wo.)CH | UK1 (… Wo.)UK | US2 (… Wo.)US | — | Erstveröffentlichung: 14. Juli 2025                                                                                |

## Sonderveröffentlichungen

### Alben
| Jahr | Titel Musiklabel                                                  | Anmerkungen                                                      |
| ---- | ----------------------------------------------------------------- | ---------------------------------------------------------------- |
| 2011 | My Worlds + Never Say Never: The Remixes Def Jam Recordings (UMG) | Erstveröffentlichung: 28. Oktober 2011 Teil der „2-for-1“-Reihe  |
| 2019 | The Best Def Jam Recordings (UMG)                                 | Erstveröffentlichung: 8. März 2019 Veröffentlichung nur in Japan |

| Jahr | Titel Musiklabel                            | Anmerkungen                                               |
| ---- | ------------------------------------------- | --------------------------------------------------------- |
| 2020 | R&Bieber Def Jam Recordings (UMG)           | Erstveröffentlichung: 24. März 2020 Mini-Kompilation      |
| 2020 | Work from Home Def Jam Recordings (UMG)     | Erstveröffentlichung: 26. März 2020 Mini-Kompilation      |
| 2020 | Biebs and Chill Def Jam Recordings (UMG)    | Erstveröffentlichung: 31. März 2020 Mini-Kompilation      |
| 2020 | Couple Goals Def Jam Recordings (UMG)       | Erstveröffentlichung: 2. April 2020 Mini-Kompilation      |
| 2020 | Party Def Jam Recordings (UMG)              | Erstveröffentlichung: 7. April 2020 Mini-Kompilation      |
| 2020 | Hailey’s Favs Def Jam Recordings (UMG)      | Erstveröffentlichung: 9. April 2020 Mini-Kompilation      |
| 2020 | #tBt Def Jam Recordings (UMG)               | Erstveröffentlichung: 10. September 2020 Mini-Kompilation |
| 2020 | Home for Christmas Def Jam Recordings (UMG) | Erstveröffentlichung: 4. Dezember 2020 Mini-Kompilation   |
| 2021 | JB6 Def Jam Recordings (UMG)                | Erstveröffentlichung: 26. Februar 2021 Mini-Kompilation   |

| Jahr | Titel Musiklabel                         | Anmerkungen                                                                                             |
| ---- | ---------------------------------------- | --- |
| 2017 | Purpose Singles Def Jam Recordings (UMG) | Erstveröffentlichung: 17. Februar 2017 Verkäufe: 5.000 (limitiert); Veröffentlichung nur in Nordamerika |

### Lieder
| Jahr | Titel Album                                                                        | Anmerkungen |
| ---- | ---------------------------------------------------------------------------------- | --- |
| 2011 | Won’t Stop King of Kingz                                                           | Erstveröffentlichung: 3. Februar 2011 Sean Kingston feat. Justin Bieber                                                    |
| 2011 | Next 2 You F.A.M.E.                                                                | Erstveröffentlichung: 18. März 2011 Chris Brown feat. Justin Bieber                                                        |
| 2011 | Wind It (Remix) Swavey                                                             | Erstveröffentlichung: 10. Juni 2011 Tory Lanez feat. Justin Bieber                                                         |
| 2011 | Ladies Love Me Boy in Detention                                                    | Erstveröffentlichung: 5. August 2011 Chris Brown feat. Justin Bieber                                                       |
| 2012 | Live My Life Dirty Bass                                                            | Erstveröffentlichung: 18. Mai 2012 Far East Movement feat. Justin Bieber                                                   |
| 2012 | Beautiful Kiss                                                                     | Erstveröffentlichung: 14. September 2012 Carly Rae Jepsen feat. Justin Bieber                                              |
| 2013 | #thatPower #willpower                                                              | Erstveröffentlichung: 19. April 2013 will.i.am feat. Justin Bieber                                                         |
| 2013 | 100th Digital Short The Wack Album                                                 | Erstveröffentlichung: 7. Juni 2013 The Lonely Island feat. Various Artists                                                 |
| 2013 | Actin Up The Greenhouse Effect, Vol. 2                                             | Erstveröffentlichung: 25. Juni 2013 Asher Roth feat. Justin Bieber, Chris Brown & Rye Rye                                  |
| 2014 | Gas Pedal Remember Me (Deluxe Edition)                                             | Erstveröffentlichung: 25. März 2014 Sage the Gemini feat. Justin Bieber & Iamsu!                                           |
| 2014 | Foreign (Remix) Trigga                                                             | Erstveröffentlichung: 1. Juli 2014 Trey Songz feat. Justin Bieber                                                          |
| 2014 | So Cute 3pacalypse Now                                                             | Erstveröffentlichung: 15. September 2014 3Pac feat. Justin Bieber                                                          |
| 2015 | Where Are Ü Now Skrillex & Diplo Present Jack Ü                                    | Erstveröffentlichung: 24. Februar 2015 Jack Ü feat. Justin Bieber                                                          |
| 2015 | Wait for a Minute The Gold Album: 18th Dynasty                                     | Erstveröffentlichung: 23. Juni 2015 Tyga feat. Justin Bieber                                                               |
| 2015 | Maria I’m Drunk Rodeo                                                              | Erstveröffentlichung: 4. September 2015 · Travis Scott feat. Justin Bieber & Young Thug, Verkäufe: + 1.000.000; US: Platin |
| 2016 | Juke Jam Coloring Book                                                             | Erstveröffentlichung: 12. Mai 2016 Verkäufe: 15.000; Chance the Rapper feat. Justin Bieber & Towkio                        |
| 2016 | Let Me Love You Encore                                                             | Erstveröffentlichung: 5. August 2016 DJ Snake feat. Justin Bieber                                                          |
| 2016 | Deja vu Stoney                                                                     | Erstveröffentlichung: 9. Dezember 2016 Post Malone feat. Justin Bieber                                                     |
| 2017 | I’m the One Grateful                                                               | Erstveröffentlichung: 23. Juni 2017 DJ Khaled feat. Justin Bieber, Chance the Rapper, Quavo & Lil Wayne                    |
| 2018 | Hard 2 Face Reality Poo Bear – Poo Bear Presents: Bearthday Music                  | Erstveröffentlichung: 27. April 2018 Poo Bear feat. Justin Bieber & Jay Electronica                                        |
| 2018 | 2U 7                                                                               | Erstveröffentlichung: 14. September 2018 David Guetta feat. Justin Bieber                                                  |
| 2018 | Cold Water Essentials                                                              | Erstveröffentlichung: 19. Oktober 2018 Major Lazer feat. Justin Bieber & MØ                                                |
| 2019 | Despacito (Remix) Vida                                                             | Erstveröffentlichung: 1. Februar 2019 Luis Fonsi feat. Justin Bieber & Daddy Yankee                                        |
| 2019 | No Brainer Father of Asahd                                                         | Erstveröffentlichung: 17. Mai 2019 DJ Khaled feat. Justin Bieber, Chance the Rapper & Quavo                                |
| 2019 | Love Thru the Computer Delusions ff Grandeur                                       | Erstveröffentlichung: 21. Juni 2019 Gucci Mane feat. Justin Bieber                                                         |
| 2019 | Don’t Check on Me Indigo                                                           | Erstveröffentlichung: 28. Juni 2019 Chris Brown feat. Justin Bieber & Ink                                                  |
| 2019 | Bad Guy (Remix) When We All Fall Asleep, Where Do We Go? (Japanese Deluxe Edition) | Erstveröffentlichung: 25. Dezember 2019 Billie Eilish feat. Justin Bieber                                                  |
| 2019 | I Don’t Care No.6 Collaborations Project                                           | Erstveröffentlichung: 12. Juli 2019 Ed Sheeran feat. Justin Bieber                                                         |
| 2020 | Falling for You Cool Tape Vol. 3                                                   | Erstveröffentlichung: 28. August 2020 Jaden feat. Justin Bieber                                                            |
| 2020 | Monster Wonder                                                                     | Erstveröffentlichung: 4. Dezember 2020 Shawn Mendes feat. Justin Bieber                                                    |
| 2021 | Let It Go Khaled Khaled                                                            | Erstveröffentlichung: 30. April 2021 DJ Khaled feat. Justin Bieber & 21 Savage                                             |
| 2021 | What You See Culture III                                                           | Erstveröffentlichung: 11. Juni 2021 Migos feat. Justin Bieber                                                              |
| 2021 | Stay F*ck Love 3: Over You                                                         | Erstveröffentlichung: 23. Juli 2021 The Kid Laroi feat. Justin Bieber                                                      |
| 2021 | 10,000 Hours Good Things                                                           | Erstveröffentlichung: 13. August 2021 Dan + Shay feat. Justin Bieber                                                       |
| 2021 | Essence (Remix) Made in Lagos                                                      | Erstveröffentlichung: 27. August 2021 Wizkid feat. Justin Bieber & Tems                                                    |
| 2021 | Lonely Christmas A Different Christmas                                             | Erstveröffentlichung: 19. November 2021 Bryson Tiller feat. Justin Bieber & Poo Bear                                       |
| 2021 | Wandered to LA Fighting Demons                                                     | Erstveröffentlichung: 10. Dezember 2021 Juice Wrld feat. Justin Bieber                                                     |
| 2022 | Sundow Alien                                                                       | Erstveröffentlichung: 4. Februar 2022 Beam feat. Justin Bieber                                                             |
| 2022 | Hurt You My Pain Memory                                                            | Erstveröffentlichung: 13. März 2022 My Pain Memory feat. Justin Bieber                                                     |
| 2022 | Up at Night Blue Water Road                                                        | Erstveröffentlichung: 29. April 2022 Kehlani feat. Justin Bieber                                                           |
| 2022 | Attention Boy Alone                                                                | Erstveröffentlichung: 14. Juli 2022 Omah Lay feat. Justin Bieber                                                           |
| 2023 | Don’t Go Don’t Get Too Close                                                       | Erstveröffentlichung: 18. Februar 2023 Skrillex feat. Justin Bieber & Don Toliver                                          |

### Videoalben
| Jahr | Titel Musiklabel                                       | Anmerkungen                                                                          |
| ---- | ------------------------------------------------------ | ------------------------------------------------------------------------------------ |
| 2011 | Pray Island Records (UMG)                              | Erstveröffentlichung: 28. Oktober 2011 Teil von Under The Mistletoe (Deluxe Edition) |
| 2012 | Live & Direct – Oslo Island Records (UMG)              | Erstveröffentlichung: 2012 Veröffentlichung nur in Norwegen                          |
| 2012 | South American Tour Island Records (UMG)               | Erstveröffentlichung: 19. Juni 2012 Teil von Believe (Deluxe Edition)                |
| 2014 | Believe Tour Dance Experience Def Jam Recordings (UMG) | Erstveröffentlichung: 22. August 2014 Labelveröffentlichung                          |
| 2021 | Justice – Musikvideos Def Jam Recordings (UMG)         | Erstveröffentlichung: 19. März 2021 Teil von Justice (Deluxe Edition)                |

## Statistik

### Chartauswertung
|                     | DE    | AT    | CH     | UK     | US     | CA    |
| ------------------- | ----- | ----- | ------ | ------ | ------ | ----- |
| Nummer-eins-Alben   | DE—DE | AT3AT | CH2CH  | UK2UK  | US8US  | CA7CA |
| Top-10-Alben        | DE6DE | AT7AT | CH6CH  | UK7UK  | US11US | CA8CA |
| Alben in den Charts | DE9DE | AT8AT | CH10CH | UK10UK | US11US | CA8CA |

|                       | DE     | AT     | CH     | UK     | US      | CA     |
| --------------------- | ------ | ------ | ------ | ------ | ------- | ------ |
| Nummer-eins-Singles   | DE2DE  | AT4AT  | CH3CH  | UK8UK  | US8US   | CA16CA |
| Top-10-Singles        | DE15DE | AT18AT | CH18CH | UK27UK | US29US  | CA47CA |
| Singles in den Charts | DE58DE | AT59AT | CH56CH | UK89UK | US121US | CA84CA |

### Auszeichnungen für Musikverkäufe
Die Lieder Available (+ 20.000), E.T.A. (+ 20.000), Changes (+ 20.000), Fall (+ 20.000), Maria (+ 45.000), Santa Claus Is Coming to Town (+ 540.000), Stuck in the Moment (+ 500.000) und Take You (+ 500.000) wurden weder als Singles veröffentlicht, noch konnten sie aufgrund von hohen Downloads oder Streaming die Charts erreichen, dennoch erhielten diese Schallplattenauszeichnungen für nachweisliche Verkäufe.
| Land/RegionAuszeichnungen für Musikverkäufe (Land/Region, Auszeichnungen, Verkäufe, Quellen) | Silber       | Gold         | Platin           | Diamant       | Verkäufe    | Quellen                               |
| -------------------------------------------------------------------------------------------- | ------------ | ------------ | ---------------- | ------------- | ----------- | ------------------------------------- |
| Argentinien (CAPIF)                                                                          | —            | Gold1        | —                | —             | 20.000      | Einzelnachweise                       |
| Australien (ARIA)                                                                            | —            | 18× Gold18   | 225× Platin225   | —             | 16.380.000  | aria.com.au                           |
| Belgien (BRMA)                                                                               | —            | 7× Gold7     | 23× Platin23     | —             | 825.000     | ultratop.be                           |
| Brasilien (PMB)                                                                              | —            | 21× Gold21   | 62× Platin62     | 55× Diamant55 | 15.510.000  | pro-musicabr.org.br                   |
| Chile (IFPI)                                                                                 | —            | —            | Platin1          | —             | 10.000      | Einzelnachweise                       |
| Dänemark (IFPI)                                                                              | —            | 23× Gold23   | 104× Platin104   | —             | 7.300.000   | ifpi.dk                               |
| Deutschland (BVMI)                                                                           | —            | 15× Gold15   | 11× Platin11     | 2× Diamant2   | 9.150.000   | musikindustrie.de                     |
| Finnland (IFPI)                                                                              | —            | 2× Gold2     | 2× Platin2       | —             | 110.000     | Einzelnachweise                       |
| Frankreich (SNEP)                                                                            | —            | 7× Gold7     | 4× Platin4       | 8× Diamant8   | 3.742.830   | infodisc.fr snepmusique.com           |
| Golf-Kooperationsrat (IFPI)                                                                  | —            | 2× Gold2     | —                | —             | 6.000       | ifpi.org                              |
| Griechenland (IFPI)                                                                          | —            | 2× Gold2     | 3× Platin3       | —             | 80.000      | Einzelnachweise                       |
| Indonesien (ASIRI)                                                                           | —            | —            | Platin1          | —             | 15.000      | Einzelnachweise                       |
| Irland (IRMA)                                                                                | —            | Gold1        | 4× Platin4       | —             | 67.500      | irishcharts.ie                        |
| Italien (FIMI)                                                                               | —            | 15× Gold15   | 56× Platin56     | —             | 3.090.000   | fimi.it                               |
| Japan (RIAJ)                                                                                 | —            | 17× Gold17   | 8× Platin8       | —             | 900.000     | riaj.or.jp JP2 JP3                    |
| Kanada (MC)                                                                                  | —            | 14× Gold14   | 125× Platin125   | 7× Diamant7   | 16.166.000  | musiccanada.com                       |
| Kolumbien (ASINCOL)                                                                          | —            | —            | 2× Platin2       | —             | 20.000      | Einzelnachweise                       |
| Libanon (IFPI)                                                                               | —            | Gold1        | —                | —             | 3.000       | ifpi.org                              |
| Malaysia (RIM)                                                                               | —            | Gold1        | 6× Platin6       | —             | 1.115.000   | Einzelnachweise                       |
| Mexiko (AMPROFON)                                                                            | —            | 15× Gold15   | 40× Platin40     | 18× Diamant18 | 9.350.000   | amprofon.com.mx                       |
| Neuseeland (RMNZ)                                                                            | —            | 12× Gold12   | 133× Platin133   | —             | 3.627.500   | aotearoamusiccharts.co.nz NZ2 NZ3 NZ4 |
| Niederlande (NVPI)                                                                           | —            | —            | Platin1          | —             | 50.000      | nvpi.nl                               |
| Norwegen (IFPI)                                                                              | —            | 9× Gold9     | 88× Platin88     | —             | 4.310.000   | ifpi.no                               |
| Österreich (IFPI)                                                                            | —            | 6× Gold6     | 15× Platin15     | —             | 462.500     | ifpi.at                               |
| Polen (ZPAV)                                                                                 | —            | 9× Gold9     | 29× Platin29     | 4× Diamant4   | 1.955.000   | olis.pl                               |
| Portugal (AFP)                                                                               | —            | 9× Gold9     | 40× Platin40     | —             | 450.500     | Einzelnachweise                       |
| Schweden (IFPI)                                                                              | —            | 15× Gold15   | 68× Platin68     | —             | 3.615.000   | sverigetopplistan.se                  |
| Schweiz (IFPI)                                                                               | —            | Gold1        | 9× Platin9       | —             | 215.000     | hitparade.ch                          |
| Singapur (RIAS)                                                                              | —            | —            | 7× Platin7       | —             | 70.000      | rias.org.sg                           |
| Spanien (Promusicae)                                                                         | —            | 13× Gold13   | 40× Platin40     | —             | 2.250.000   | elportaldemusica.es                   |
| Südkorea (KMCA)                                                                              | —            | —            | 4× Platin4       | —             | 792.977     | circlechart.kr                        |
| Thailand (TECA)                                                                              | —            | —            | 3× Platin3       | —             | 30.000      | Einzelnachweise                       |
| Ungarn (MAHASZ)                                                                              | —            | Gold1        | —                | —             | 1.000       | slagerlistak.hu                       |
| Venezuela (APFV)                                                                             | —            | Gold1        | —                | —             | 5.000       | Einzelnachweise                       |
| Vereinigte Staaten (RIAA)                                                                    | —            | 28× Gold28   | 167× Platin167   | 4× Diamant4   | 224.108.000 | riaa.com                              |
| Vereinigtes Königreich (BPI)                                                                 | 16× Silber16 | 11× Gold11   | 70× Platin70     | —             | 45.740.000  | bpi.co.uk                             |
| Insgesamt                                                                                    | 16× Silber16 | 277× Gold277 | 1351× Platin1351 | 98× Diamant98 |             |                                       |